# Чепелик, Владимир Андреевич
Владимир Андреевич Чепе́лик (17 октября 1945, Киев, Украинская ССР, СССР — 13 апреля 2021, Киев) — советский и украинский скульптор. Народный художник Украины (1992). Лауреат Национальной премии Украины имени Тараса Шевченко (2000).

## Биография
Родился 17 октября 1945 года в Киеве.
Окончил КГХИ в 1972 году. В 1972—1975 годах на творческой работе. В 1975 году начал педагогическую деятельность в КГХИ. Член СХ СССР (1977). Профессор Национальной академии изобразительного искусства и архитектуры (1991). Председатель НСХУ (1990).
Похоронен на Байковом кладбище.

## Награды и премии
- Орден князя Ярослава Мудрого IV степени (25 июня 2016 года) — за значительный личный вклад в государственное строительство, социально-экономическое, научно-техническое, культурно-образовательное развитие Украины, весомые трудовые достижения и высокий профессионализм[2].
- Орден князя Ярослава Мудрого V степени (23 марта 2011 года) — за значительный личный вклад в развитие национальной культуры и искусства, весомые творческие достижения и высокое профессиональное мастерство[3].
- Орден «За заслуги» I степени (15 декабря 2007 года) — за значительный личный вклад в развитие украинской культуры и искусства, весомые творческие достижения и высокое профессиональное мастерство[4] .
- Орден «За заслуги» II степени (21 августа 2004 года) — за весомый личный вклад в социально-экономическое, научное и духовное развитие Украины, образцовое выполнение служебного и воинского долга, многолетний добросовестный труд и по случаю 13-й годовщины независимости Украины[5].
- Орден «За заслуги» III степени (5 февраля 1998 года) — за весомый личный вклад в развитие украинской культуры и искусства, высокий профессионализм[6].
- Орден Дружбы (27 января 2003 года, Россия) — за большой вклад в развитие искусства и укрепление российско-украинских культурных связей[7].
- Народный художник Украины (1992).
- Национальная премия Украины имени Тараса Шевченко (9 марта 2000 года) — за памятник М. С. Грушевскому в г. Киеве[8].
- Почётная грамота Кабинета министров Украины (22 октября 1998 года) — за весомый личный вклад в развитие изобразительного искусства Украины, высокое профессиональное мастерство, плодотворную общественную деятельность[9].
- Почётная грамота Верховной Рады Украины (2005).
- Премия имени В. И. Вернадского (2001)
- Премия ЛКСМУ имени Н. А. Островского (1986).

## Работы
- «Боль»[10]
- «С. Васильковский»[10]
- Памятник декабристам (Каменка, 1982)
- Памятник героям Малинского подполья (Малин, 1984)
- Памятник корабелам (Николаев, 1989)
- Памятник на Трухановом острове жителям посёлка, сожжённого нацистами в 1943 году (Киев, 1989)
- Памятник воинам дорожного батальона, павшим при освобождении Киева в 1943 году (Южная Борщаговка, Киев, 1985)[11]
- Памятник Тарасу Шевченко (Чернигов) (1992)
- Памятник жертвам чернобыльской аварии (Святошин, Киев, 1994)
- Памятник жертвам репрессий (в Быковнянском лесу под Киевом, 1995)
- Памятник погибшим сотрудникам МВД Украины (Киев, 1997)
- Памятник Михаилу Грушевскому (Киев, 1998)
- Памятник Николаю Яковченко (Киев, 2000; Прилуки, 2008)
- Памятник Сержу Лифарю (Лозанна, 2003)
- Памятник украинскому казачеству (Вена, 2004)
- Памятник Тарасу Шевченко (Тбилиси, 2007)[10]